# Castielfabib
Castielfabib (valencianisch Castellfabib) ist eine Gemeinde im Norden der Provinz Valencia, in der Valencianischen Gemeinschaft in Spanien. Sie ist in der Comarca Rincón de Ademuz, einer Exklave der Valencianischen Gemeinschaft, die im Norden von der Provinz Teruel in Aragonien und im Süden von der Provinz Cuenca (Kastilien-La Mancha) umgeben ist.

## Einzelnachweise

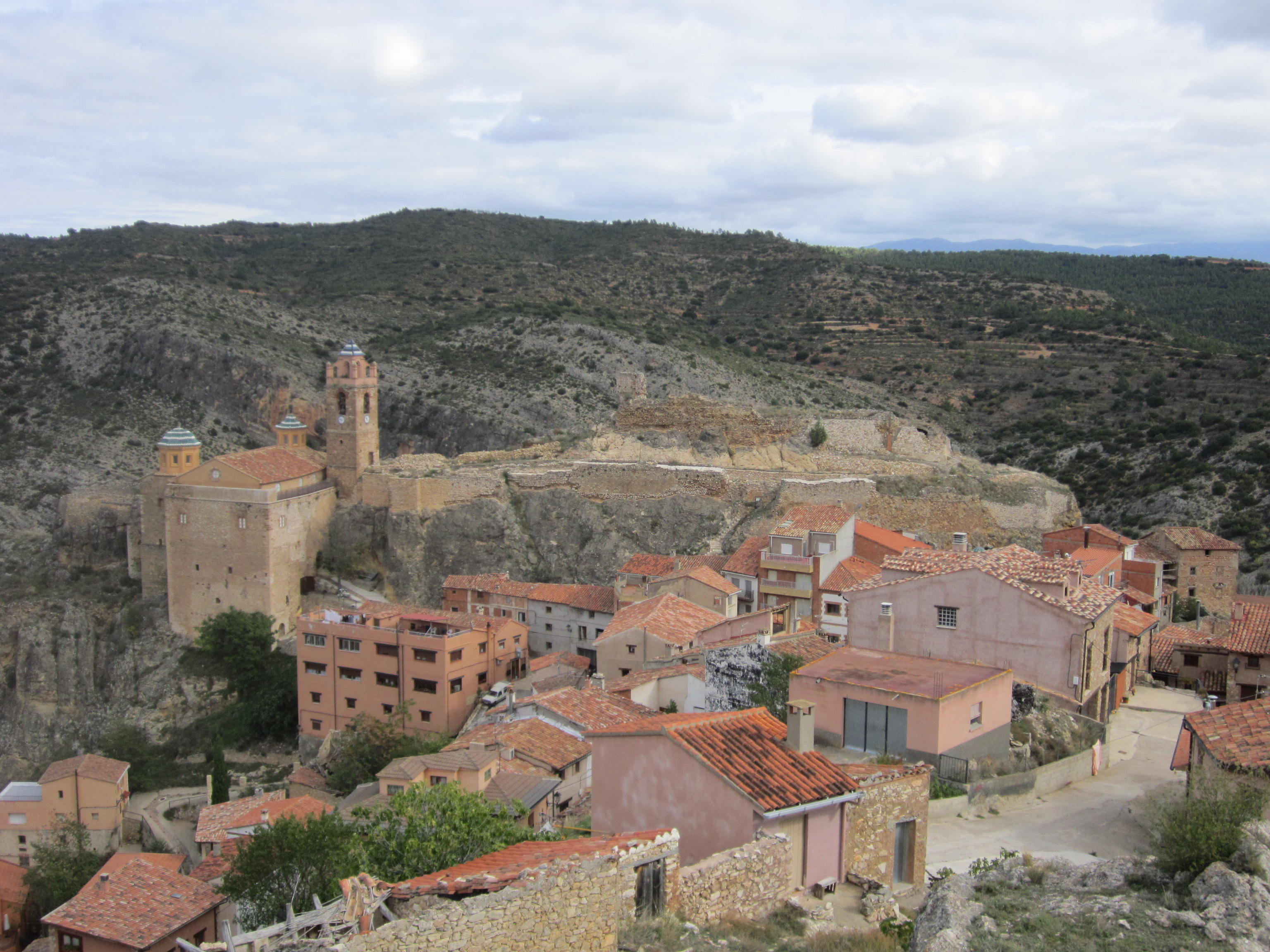
Wehrkirche Unsere liebe Frau von den Engeln aus dem 13. Jahrhundert neben der ehemaligen Festung (span.: Iglesia-fortaleza de Nuestra Señora de los Ángeles)

## Bevölkerungsentwicklung
Quelle: INE, 1842–2007: Volkszählungen